# Абт, Теодор
Теодор Абт (нем. Theodor Abt, 16 января 1947 года) — швейцарский юнгианский аналитик, аграрный социолог.

## Биография
В 1972 году Теодор Абт защитил диплом по специальности аграрная инженерия в Швейцарской высшей технической школе Цюриха (ETH). С 1973 по 1979 годы возглавлял региональные проекты развития двух швейцарских кантонов в Институте экономики сельского хозяйства. В 1977 году он получил степень доктора философии в ETH под руководством историка Альберта Хаузера. С 1979 года руководил Департаментом аграрной социологии Института экономики сельского хозяйства. В 1983 году получил докторскую степень в ETH. С 1987 года работал на кафедре наук об окружающей среде (ныне Департамент природных систем ETH) в области исследований и обучения. Абт в 1990 стал профессором аграрной социологии. С 1990 по 2011 годы читал курс лекций «Об архетипических снах, связанных с проблемами окружающей среды». В 2012 покинул институт. В 2008 году он был назначен представителем кантона Ура.
Во время учёбы в ETH проходил параллельное обучение аналитической психологии в Институте К. Г. Юнга в Цюрихе, которое окончил в 1975 году с дипломом. С этого года открывает частную практику в качестве юнгианского аналитика. С 1982 по 1995 годы работал контроль-аналитиком. С 1983 по 1988 годы — член Совета попечителей Института К. Г. Юнга в Цюрихе. В 1994 года основывает Научно-исследовательский центр глубинной психологии К. Г. Юнга и М.-Л. фон Франц в Цюрихе. С 1988 года он занимает должность Президента Общества друзей царских гробниц Египта.
В своих исследованиях Теодор Абт фокусируется на отношении внешнего, окружающего мира с потребностями внутреннего, бессознательного мира.

## Научная работа
Теодор Абт разрабатывает следующие научные направления:
— Перевод с арабского алхимических работ в сотрудничестве с арабистами Питером Старром (Университет Анкары) и Вильфердом Маделунгом. Он комментирует алхимические тексты и содержащуюся в них символику с точки зрения аналитической психологии, чтобы сделать её доступной для сознания современного человека. Книга опубликована в серии CALA (Corpus Alchemicum Arabicum) издательства Living Human Heritage Publications, Цюрих
— Перевод египетских текстов о загробной жизни в сотрудничестве с базельским египтологом Эриком Хорнунгом. Комментарии к тексту и расшифровка содержащихся в них символов с точки зрения аналитической психологии делает их доступными к пониманию современным человеком. На английском языке книга также вышла в издательстве Living Human Heritage Publications, Цюрих.
— Методология интерпретации изображений и их применение в терапевтической практике. Помимо изображений Теодор Абт интерпретирует глубинный смысл архитектурных форм храмового комплекса в Гёбекли-Тепе (круглый камень и двойные столбы), а также значения наскальных рисунков. Его интерпретации были представлены во время выставки (с United Exhibits) Рассвет человеческого духа. Выставка открылась в мае 2000 года на Кёльнском зоопарке и путешествовала в 2000—2004 годах по Германии и Америке.
— Архетипическое измерение важных коллективных вопросов нашего времени. То, что архетипические сны способны отвечать не только на актуальные вопросы нашей личной жизни, а также отражать надличностную коллективную проблематику, Теодору Абту было очевидно ещё во время его работы в качестве руководителя проектов развития. Он впервые это выдвинул в качестве гипотезы в своей диссертации и его докторской диссертации, и дальше разрабатывал её в статьях по вопросам регионального развития и развития сельских районов. В 2014 году увидела свет его книга «Тёмные тучи над Европой», где он подробно останавливается и интерпретирует сны людей накануне Второй Мировой войны и наших современников.

### Книги
- Theodor Abt. Dunkle Wolken über Europa. — LivingHumanHeritage. — 209 с. — ISBN 978-3-9523880-8-2.
- Theodor Abt. The Great Vision of Muhammad Ibn Umail. — C.G. Jung Institute of Los Angeles, 2003. — 43 с.
- Theodor Abt. Introduction to Picture Interpretation: According to C. G. Jung. — Living Human Heritage Publications, 2005. — 194 с. — ISBN 3952260827.
- Erik Hornung, Theodor Abt. The Egyptian Book of Gates. — Living Human Heritage Publications, 2014. — 475 с. — ISBN 395238805X.

### Статьи
- Abt, Theodor. Wohlstand und/oder Lebensqualität (нем.) // ETH, Eidgenössische Technische Hochschule Zürich. — 1978. — doi:10.3929/ethz-a-004501145.
- Abt, Theodor. Planung ohne Schatten? (нем.) // ETH, Eidgenössische Technische Hochschule Zürich, Departement Agrar- und Lebensmittelwissenschaften. — 1986. — doi:10.3929/ethz-a-004529799.
- Auf der Suche nach einem Dialog mit der Natur. Leitbilder aus der Innenwelt zum Übergang in eine nachhaltige Gesellschaft. In: GAIA. ISSN 0940-5550, Bd. 1, 1992, H. 6, S. 318—332.
- Dorferneuerung mit Seelengewinn. Vortrag gehalten in Krems, anlässlich des 10-jährigen Jubiläums der Dorferneuerung von Niederösterreich, im Mai 1995. Langversion ursprünglich veröffentlicht in «Dorferneuerung International Wien», Juli 1996, doi:10.3929/ethz-a-004364536.
- Gesundheitssektor als Wachstumspotential in ländlichen Gebieten aus psychosozialer Sicht. Basierend auf einem Vortrag, gehalten am 5. Oktober 2000 in Aying, München, doi:10.3929/ethz-a-004318998.
- Vom Umgang mit Leben — und seiner Erschaffung. In: GAIA. Bd. 11, H. 1 (März 2002), S. 16.
- Göbekli Tepe. Kulturelles Gedächtnis und das Wissen der Natur. In: Zeitschrift für Orient-Archäologie. Bd. 7, 2014, S. 90-124.